# 奧塔豐
奧塔豐是瑞士的城鎮，位於該國西部，由弗里堡州負責管轄，面積2.42平方公里，海拔高度656米，2011年人口77，八成人口信奉羅馬天主教，人口密度每平方公里32人。

## 外部連結
- Official website （法文）